# 37e législature du Québec
| 36e législature     | 36e législature     | 36e législature     | 37e législature      | 37e législature      | 37e législature      | 37e législature      | 37e législature      | 37e législature      | 37e législature      | 37e législature      | 37e législature      | 37e législature      | 37e législature      | 37e législature      | 37e législature      | 37e législature      | 37e législature      | 37e législature      | 38e législature      | 38e législature      | 38e législature      |
| Gouvernement Landry | Gouvernement Landry | Gouvernement Landry | Gouvernement Charest | Gouvernement Charest | Gouvernement Charest | Gouvernement Charest | Gouvernement Charest | Gouvernement Charest | Gouvernement Charest | Gouvernement Charest | Gouvernement Charest | Gouvernement Charest | Gouvernement Charest | Gouvernement Charest | Gouvernement Charest | Gouvernement Charest | Gouvernement Charest | Gouvernement Charest | Gouvernement Charest | Gouvernement Charest | Gouvernement Charest |
| 2002                | 2002                | 2003                | 2003                 | 2003                 | 2003                 | 2004                 | 2004                 | 2004                 | 2004                 | 2005                 | 2005                 | 2005                 | 2005                 | 2006                 | 2006                 | 2006                 | 2006                 | 2007                 | 2007                 | 2007                 | 2007                 |

La 37e législature du Québec est formée à la suite de l'élection générale de 2003, puis modifiée par les élections partielles de 2004, de 2005 et ceux de 2006 (avril et août). Elle est en fonction du 4 juin 2003 au 21 février 2007 et permet la formation d'un gouvernement libéral majoritaire avec comme chef Jean Charest. Le gouvernement sera reconduit durant la 38e législature.

## Projets de loi marquants

### Budgets et énoncés budgétaires
- 12 juin 2003 : Yves Séguin, ministre des Finances, prononce son premier discours sur le budget. Il y annonce une impasse budgétaire de 4,3 milliards ; des réductions d'avantages fiscaux et des compressions de dépenses pour atteindre le déficit zéro.
- 13 juin 2003 : Monique Jérôme-Forget, présidente du Conseil du trésor dépose les nouveaux crédits pour l'année 2003-2004, en remplacement de ceux annoncés par Joseph Facal avant les élections. Des compressions de 800 millions sont décidées et les sommes allouées aux programmes gouvernementaux autres que la santé et l'éducation sont gelées à leur niveau de 2002-2003.

## Chronologie

### Événements généraux
2003
- 15 décembre : 8 projets de loi sont adoptés sous la procédure du bâillon dont notamment le projet de loi 25 qui prévoit l'abolition des régies régionales de santé et services sociaux.

2004
- 16 mars : Daniel Bouchard, député libéral de Mégantic-Compton, quitte le caucus libéral et siège comme indépendant le temps d'une enquête concernant un emploi qu'il aurait occupé par le passé.

2005
2006
- 10 mars : fin de la 1re session de la 37e législature
- 14 mars : début de la 2e session de la 37e législature

2007
- 21 février : Dissolution de la 37e législature du Québec

### Élections partielles et démissions
2004
- 9 mars : Démission du député de Nelligan, le libéral Russell Williams.
- 28 avril : Démission du député de Vanier, le libéral Marc Bellemare.
- 17 juin : Démission du député de Laurier-Dorion, le libéral Christos Sirros.
- 17 août : Démission du député de Gouin, le péquiste André Boisclair.
- 20 septembre : Tenue d'une élection partielle qui élira dans Gouin, le péquiste Nicolas Girard, dans Laurier-Dorion, la péquiste Elsie Lefebvre, dans Nelligan, la libérale Yolande James et dans Vanier, l'adéquiste Sylvain Légaré.

2005
- 25 mai : Démission du député d'Outremont et ministre des finances, Yves Séguin].
- 6 juin : Démission du député de Verchères et chef de l'Opposition officielle, Bernard Landry.
- 14 septembre : Démission du député de Sainte-Marie—Saint-Jacques, le péquiste André Boulerice.
- 12 décembre : Tenue d'une élection partielle qui élira dans Outremont, le libéral Raymond Bachand et dans Verchères, le péquiste Stéphane Bergeron.

2006
- 20 mars : Démission de la députée de Taillon, la péquiste Pauline Marois.
- 10 avril : Élection du péquiste Martin Lemay lors d'une élection partielle dans Sainte-Marie—Saint-Jacques.
- 1er juin : Démission de la députée de Pointe-aux-Trembles, la péquiste Nicole Léger.
- 14 août : Élection, lors d'une élection partielle, des péquistes Marie Malavoy et André Boisclair respectivement dans les circonscriptions de Taillon et de Pointe-aux-Trembles.
- 15 novembre :
  - Démission du député de Borduas, le péquiste Jean-Pierre Charbonneau.
  - Démission de la députée de Chambly, la libérale Diane Legault.

## Liste des députés
- Les caractères gras indiquent que la personne a été membre du conseil des ministres durant la législature.
- Les caractères en italique indiquent les personnes qui ont été chefs d'un parti politique durant la législature (Jean Charest, Bernard Landry, Mario Dumont et André Boisclair).

 Voir pouvez consulter la liste des circonscriptions provinciales par région à la page suivante.
|  | Nom                                 | Parti                                       | Circonscription             |
|  | ----------------------------------- | ------------------------------------------- | --------------------------- |
|  | Pierre Corbeil                      | Libéral                                     | Abitibi-Est                 |
|  | François Gendron                    | Parti québécois                             | Abitibi-Ouest               |
|  | Yvan Bordeleau                      | Libéral                                     | Acadie                      |
|  | Lise Thériault                      | Libéral                                     | Anjou                       |
|  | David Whissell                      | Libéral                                     | Argenteuil                  |
|  | Claude Bachand                      | Libéral                                     | Arthabaska                  |
|  | Janvier Grondin                     | Action démocratique                         | Beauce-Nord                 |
|  | Diane Leblanc                       | Libéral                                     | Beauce-Sud                  |
|  | Serge Deslières                     | Parti québécois                             | Beauharnois                 |
|  | Dominique Vien                      | Libéral                                     | Bellechasse                 |
|  | Alexandre Bourdeau                  | Parti québécois                             | Berthier                    |
|  | Claude Cousineau                    | Parti québécois                             | Bertrand                    |
|  | Richard Legendre                    | Parti québécois                             | Blainville                  |
|  | Nathalie Normandeau                 | Libéral                                     | Bonaventure                 |
|  | Diane Lemieux                       | Parti québécois                             | Bourget                     |
|  | Jean-Pierre Charbonneau (2003-2006) | Parti québécois                             | Borduas                     |
|  | Line Beauchamp                      | Libéral                                     | Bourassa-Sauvé              |
|  | Pierre Paradis                      | Libéral                                     | Brome-Missisquoi            |
|  | Diane Legault                       | Libéral                                     | Chambly                     |
|  | Noëlla Champagne                    | Parti québécois                             | Champlain                   |
|  | Benoît Pelletier                    | Libéral                                     | Chapleau                    |
|  | Éric R. Mercier                     | Libéral                                     | Charlesbourg                |
|  | Rosaire Bertrand                    | Parti québécois                             | Charlevoix                  |
|  | Jean-Marc Fournier                  | Libéral                                     | Châteauguay                 |
|  | Sarah Perreault                     | Libéral                                     | Chauveau                    |
|  | Stéphane Bédard                     | Parti québécois                             | Chicoutimi                  |
|  | Thomas Mulcair                      | Libéral                                     | Chomedey                    |
|  | Marc Picard                         | Action démocratique                         | Chutes-de-la-Chaudière      |
|  | Michèle Lamquin-Éthier              | Libéral                                     | Crémazie                    |
|  | Lawrence S. Bergman                 | Libéral                                     | D'Arcy-McGee                |
|  | Hélène Robert                       | Parti québécois                             | Deux-Montagnes              |
|  | Normand Jutras                      | Libéral                                     | Drummond                    |
|  | Jacques Côté                        | Parti québécois                             | Dubuc                       |
|  | Lorraine Richard                    | Parti québécois                             | Duplessis                   |
|  | Michelle Courchesne                 | Libéral                                     | Fabre                       |
|  | Laurent Lessard                     | Libéral                                     | Frontenac                   |
|  | Guy Lelièvre                        | Parti québécois                             | Gaspé                       |
|  | Réjean Lafrenière                   | Libéral                                     | Gatineau                    |
|  | André Boisclair (2003-2004)         | Parti québécois                             | Gouin                       |
|  | Nicolas Girard (2004-2007)          | Parti québécois                             | Gouin                       |
|  | Pierre Descoteaux                   | Libéral                                     | Groulx                      |
|  | Louise Harel                        | Parti québécois                             | Hochelaga-Maisonneuve       |
|  | Roch Cholette                       | Libéral                                     | Hull                        |
|  | André Chenail                       | Libéral                                     | Huntingdon                  |
|  | Jean Rioux                          | Libéral                                     | Iberville                   |
|  | Maxime Arseneau                     | Parti québécois                             | Îles-de-la-Madeleine        |
|  | Geoffrey Kelley                     | Libéral                                     | Jacques-Cartier             |
|  | Michel Després                      | Libéral                                     | Jean-Lesage                 |
|  | Michel Bissonnet                    | Libéral                                     | Jeanne-Mance—Viger          |
|  | Margaret F. Delisle                 | Libéral                                     | Jean-Talon                  |
|  | Claude Boucher                      | Parti québécois                             | Johnson                     |
|  | Jonathan Valois                     | Parti québécois                             | Joliette                    |
|  | Françoise Gauthier                  | Libéral                                     | Jonquière                   |
|  | Claude Béchard                      | Libéral                                     | Kamouraska-Témiscouata      |
|  | Sylvain Pagé                        | Parti québécois                             | Labelle                     |
|  | Stéphan Tremblay                    | Parti québécois                             | Lac-Saint-Jean              |
|  | Tony Tomassi                        | Libéral                                     | LaFontaine                  |
|  | France Hamel                        | Libéral                                     | La Peltrie                  |
|  | Fatima Houda-Pepin                  | Libéral                                     | La Pinière                  |
|  | Michel Audet                        | Libéral                                     | Laporte                     |
|  | Jean Dubuc                          | Libéral                                     | La Prairie                  |
|  | Jean-Claude Saint-André             | Parti québécois                             | L'Assomption                |
|  | Christos Sirros (2003-2004)         | Libéral                                     | Laurier-Dorion              |
|  | Elsie Lefebvre (2004-2007)          | Parti québécois                             | Laurier-Dorion              |
|  | Alain Paquet                        | Libéral                                     | Laval-des-Rapides           |
|  | Julie Boulet                        | Libéral                                     | Laviolette                  |
|  | Carole Théberge                     | Libéral                                     | Lévis                       |
|  | Sylvie Roy                          | Action démocratique                         | Lotbinière                  |
|  | Sam Hamad                           | Libéral                                     | Louis-Hébert                |
|  | Monique Jérôme-Forget               | Libéral                                     | Marguerite-Bourgeoys        |
|  | Pierre Moreau                       | Libéral                                     | Marguerite-D'Youville       |
|  | Cécile Vermette                     | Parti québécois                             | Marie-Victorin              |
|  | François Ouimet                     | Libéral                                     | Marquette                   |
|  | Francine Gaudet                     | Libéral                                     | Maskinongé                  |
|  | Luc Thériault                       | Parti québécois                             | Masson                      |
|  | Nancy Charest                       | Libéral                                     | Matane                      |
|  | Danielle Doyer                      | Parti québécois                             | Matapédia                   |
|  | Daniel Bouchard                     | Libéral (2003-2004) Indépendant (2004-2007) | Mégantic-Compton            |
|  | Daniel Turp                         | Parti québécois                             | Mercier                     |
|  | Maurice Clermont                    | Libéral                                     | Mille-Îles                  |
|  | Denise Beaudoin                     | Parti québécois                             | Mirabel                     |
|  | Norbert Morin                       | Libéral                                     | Montmagny-L'Islet           |
|  | Raymond Bernier                     | Libéral                                     | Montmorency                 |
|  | Philippe Couillard                  | Libéral                                     | Mont-Royal                  |
|  | Russell Williams (2003-2004)        | Libéral                                     | Nelligan                    |
|  | Yolande James (2004-2007)           | Libéral                                     | Nelligan                    |
|  | Michel Morin                        | Parti québécois                             | Nicolet-Yamaska             |
|  | Russell Copeman                     | Libéral                                     | Notre-Dame-de-Grâce         |
|  | Pierre Reid                         | Libéral                                     | Orford                      |
|  | Yves Séguin (2003-2005)             | Libéral                                     | Outremont                   |
|  | Raymond Bachand (2005-2007)         | Libéral                                     | Outremont                   |
|  | Norman MacMillan                    | Libéral                                     | Papineau                    |
|  | Nicole Léger (2003-2006)            | Parti québécois                             | Pointe-aux-Trembles         |
|  | André Boisclair (2006-2007)         | Parti québécois                             | Pointe-aux-Trembles         |
|  | Charlotte L'Écuyer                  | Libéral                                     | Pontiac                     |
|  | Jean-Pierre Soucy                   | Libéral                                     | Portneuf                    |
|  | Lucie Papineau                      | Parti québécois                             | Prévost                     |
|  | Marjolain Dufour                    | Parti québécois                             | René-Lévesque               |
|  | Sylvain Simard                      | Parti québécois                             | Richelieu                   |
|  | Yvon Vallières                      | Libéral                                     | Richmond                    |
|  | Solange Charest                     | Parti québécois                             | Rimouski                    |
|  | Mario Dumont                        | Action démocratique                         | Rivière-du-Loup             |
|  | Pierre Marsan                       | Libéral                                     | Robert-Baldwin              |
|  | Karl Blackburn                      | Libéral                                     | Roberval                    |
|  | Rita Dionne-Marsolais               | Parti québécois                             | Rosemont                    |
|  | François Legault                    | Parti québécois                             | Rousseau                    |
|  | Daniel Bernard                      | Libéral                                     | Rouyn-Noranda—Témiscamingue |
|  | Monique Gagnon-Tremblay             | Libéral                                     | Saint-François              |
|  | Nicole Loiselle                     | Libéral                                     | Saint-Henri—Sainte-Anne     |
|  | Léandre Dion                        | Parti québécois                             | Saint-Hyacinthe             |
|  | Jean-Pierre Paquin                  | Libéral                                     | Saint-Jean                  |
|  | Jacques P. Dupuis                   | Libéral                                     | Saint-Laurent               |
|  | André Boulerice (2003-2005)         | Parti québécois                             | Sainte-Marie—Saint-Jacques  |
|  | Martin Lemay (2005-2007)            | Parti québécois                             | Sainte-Marie—Saint-Jacques  |
|  | Claude Pinard                       | Parti québécois                             | Saint-Maurice               |
|  | Bernard Brodeur                     | Libéral                                     | Shefford                    |
|  | Jean Charest                        | Libéral                                     | Sherbrooke                  |
|  | Lucie Charlebois                    | Libéral                                     | Soulanges                   |
|  | Pauline Marois (2003-2006)          | Parti québécois                             | Taillon                     |
|  | Marie Malavoy (2006-2007)           | Parti québécois                             | Taillon                     |
|  | Agnès Maltais                       | Parti québécois                             | Taschereau                  |
|  | Jocelyne Caron                      | Parti québécois                             | Terrebonne                  |
|  | André Gabias                        | Libéral                                     | Trois-Rivières              |
|  | Michel Létourneau                   | Parti québécois                             | Ungava                      |
|  | Camil Bouchard                      | Parti québécois                             | Vachon                      |
|  | Marc Bellemare (2003-2004)          | Libéral                                     | Vanier                      |
|  | Sylvain Légaré (2004-2007)          | Action démocratique                         | Vanier                      |
|  | Yvon Marcoux                        | Libéral                                     | Vaudreuil                   |
|  | Bernard Landry (2003-2005)          | Parti québécois                             | Verchères                   |
|  | Stéphane Bergeron (2005-2007)       | Parti québécois                             | Verchères                   |
|  | Henri-François Gautrin              | Libéral                                     | Verdun                      |
|  | William Cusano                      | Libéral                                     | Viau                        |
|  | Vincent Auclair                     | Libéral                                     | Vimont                      |
|  | Jacques Chagnon                     | Libéral                                     | Westmount—Saint-Louis       |